# Griffin De Vroe
Griffin De Vroe (2 november 1984) is een Belgische doelman die sinds 2019 uitkomt voor KSV Oudenaarde.

## Biografie
De Vroe startte z'n carrière bij Sparta Appels, maar stapte in 1995 over naar Sporting Lokeren. Daar stroomde hij in 2004 door naar de A-kern, maar kreeg af te rekenen met zware concurrentie van Filip De Wilde en Zvonko Milojevic. Hij maakte op 7 augustus 2004 z'n debuut in eerste klasse tegen Cercle Brugge, aangezien De Wilde en Milosevic geblesseerd waren. Hij liet echter niet zo'n zekere indruk na. Eerder had hij op 29 juni 2002 al een Intertoto-wedstrijd voor Lokeren gespeeld tegen WIT Georgia. Lokeren verloor deze wedstrijd met 3-2, maar was door een eerdere 3-1-zege in de heenwedstrijd desondanks geplaatst voor de volgende ronde.
In 2008 vertrok hij naar Standaard Wetteren, waarmee hij naar Tweede klasse promoveerde. Hij werd er eerste doelman en verhuisde in 2012 naar RC Mechelen. Met RC Mechelen promoveerde hij in 2014 ook naar Tweede klasse, maar na één seizoen degradeerde de club. Na de degradatie trok De Vroe naar VW Hamme. Ook met deze club werd hij kampioen in Derde klasse, maar door de hervormingen in het Belgisch voetbal in 2016 werd Hamme ondergebracht in Eerste klasse amateurs. Na vier seizoenen stapte hij over naar KSV Oudenaarde.

## Spelerscarrière
| seizoen | club               | land   | competitie       | wed. | goals |
| ------- | ------------------ | ------ | ---------------- | ---- | ----- |
| 2004/05 | Sporting Lokeren   | België | Jupiler League   | 1    | 0     |
| 2005/06 | Sporting Lokeren   | België | Jupiler League   | 0    | 0     |
| 2006/07 | Sporting Lokeren   | België | Jupiler League   | 2    | 0     |
| 2007/08 | Sporting Lokeren   | België | Jupiler League   | 0    | 0     |
| 2008/09 | Standaard Wetteren | België | Beker van België | 1    | 0     |
| 2009/10 | Standaard Wetteren | België | EXQI League      | 36   | 0     |
| 2009/10 | Standaard Wetteren | België | Beker van België | 1    | 0     |
| 2010/11 | Standaard Wetteren | België | EXQI League      | 33   | 0     |
| 2010/11 | Standaard Wetteren | België | Beker van België | 1    | 0     |
|         |                    |        | Totaal           | 91   | 0     |

laatst bijgewerkt: 27-11-10